# Wolfram Haack
Wolfram Haack (* 5. November 1958 in Essen) ist ein deutscher Schauspieler, Sprecher und Autor.
Haack studierte von 1979 bis 1984 Philosophie, Theaterwissenschaften und Germanistik an der Freien Universität Berlin und der Ludwig-Maximilians-Universität München. Beim Bayerischen Rundfunk absolvierte er 1983 seine funkspezifische Sprechausbildung.

## Filmografie
- 1980: Gibbi Westgermany
- 1983: Rote Erde (Fernsehserie)
- 1991: Mokka für den Tiger
- 1992: Die Blaue Stunde
- 1993: Prinz in Hölleland
- 1995: Unbeständig und kühl